# Franciszek Kawa
Franciszek Józef Remigiusz Kawa (* 3. Oktober 1901 in Lemberg, Österreich-Ungarn, heute Teil der Ukraine; † 10. Februar 1985 in Oslo, Norwegen) war ein polnischer Skilangläufer und Leichtathlet.
Nach dem Abitur studierte Kawa an der Fakultät für Maschinenbau der Technischen Universität Lemberg und wurde im Jahre 1925 Reserveoffizier. Bei seiner einzigen Teilnahme an Olympischen Winterspielen im Februar 1928 in St. Moritz belegte er den 27. Platz über 50 km. Bei den polnischen Meisterschaften 1930 wurde er Zweiter über 50 km. Im Zweiten Weltkrieg diente er als Leutnant und arbeitete nach dem Krieg für Baufirmen mit Fachrichtung Heizung und Lüftung. Im Jahre 1962 wanderte er nach Norwegen aus, wo er in einer Firma für Sanitärinstallationen arbeitete. Als Leichtathlet wurde er im Jahr 1923 polnischer Meister über 1500 m und stellte 1925 einen nationalen Rekord über 1000 m auf.